# Jimmy, the Boy Wonder
Jimmy, the Boy Wonder è un film musicale per bambini del 1966 interpretato da Dennis Jones e diretto da Herschell Gordon Lewis, meglio conosciuto per i suoi film splatter. Viene descritto come una "bomba gloriosa" dalla Scarecrow Video Movie Guide.

## Trama
Jimmy è un ragazzino stanco della sua routine quotidiana. Una mattina Jimmy grida: "Vorrei che il tempo si fermasse!". In qualche modo il suo desiderio viene ascoltato dal cosiddetto "orologio principale", e tutti (tranne Jimmy) rimangono bloccati. A osservare questa catastrofe è un astronomo magico, che invia la figlia Aurora a parlare con Jimmy per aiutarla a annullare i danni prima che il congelamento del tempo diventi permanente. Mentre Jimmy e Aurora si recano in una regione chiamata World's End, in modo che Jimmy possa sostituire il magico Golden Globe nell'orologio principale per far ripartire il tempo, essi vengono perseguitati da un mago malvagio noto come Mr. Fig, che vorrebbe cogliere l'occasione per prendere possesso del mondo.

## Produzione
Il film è stato completamente girato in Florida a Coral Gables e nei suoi dintorni. Il Coral Castle è stato usato come sfondo per la casa dell'astronomo così come il labirinto corallo del World's End.